# لوگالاعبا
لوگالاعبا  یا Lugalabba خدایی بین‌النهرینی بود که با دریا و نیز جهان زیرین در ارتباط است.

## نام و شخصیت
نام لوگالاعبا در خط میخی به صورت dlugal-a-ab-ba نوشته می‌شد. معنای آن به زبان سومری، «پادشاه دریا» بود. استفن دلی با احتیاط مطرح می‌کند که ترجمه جایگزین آن «پادشاه زمین‌دریا» است. لوگالاعبا علاوه بر خدای دریا بودن، با جهان زیرین نیز در ارتباط بود. ویلفرد لمبرت یادآوری می‌کند ایجاد ارتباط بین دریا و مرگ در ادبیات بین‌النهرین غیرمعمول نیست، برای مثال در حماسه گیلگمش عبارت‌های «آب‌های مرگ» و «اقیانوس» (a-ab-ba) به جای همدیگر استفاده می‌شوند. او خاطر نشان می‌کند ارتباط مشابهی در متن‌های اوگاریتی، عهد عتیق و در تئوگونیا هزیود (استیکس یکی از دختران اوکئانوس) وجود دارند.

## ارتباط با سایر خداییان
الهه NIN-ĝa'uga همسر لوگالاعبا دانسته می‌شد.

## گواهی‌ها
به گفته ویلفرد جی لامبرت، پرستش لوگالاعبا در منبعی از نیپور تأیید شده است.